# زاكاري بايلي
زاكاري بايلي (بالإنجليزية: Zachary Bayly)‏ هو عسكري جنوب أفريقي، ولد في 1841، وتوفي في 1916.